# Not a Bad Thing
Not a Bad Thing è un singolo del cantante statunitense Justin Timberlake, pubblicato nel 2014 ed estratto dall'album The 20/20 Experience 2 of 2.
La canzone è stata scritta da Timberlake con Timothy "Timbaland" Mosley, Jerome "J-Roc" Harmon e James Fauntleroy.

## Tracce
- CD Singolo

1. Not a Bad Thing (Radio Edit) — 4:26
2. TKO (Black Friday Remix) featuring J. Cole, ASAP Rocky & Pusha T — 4:32

- Download digitale

1. Not a Bad Thing — 4:26

## Classifiche
| Classifica (2014) | Posizione raggiunta |
| ----------------- | ------------------- |
| Australia         | 10                  |
| Canada            | 9                   |
| Regno Unito       | 21                  |
| Stati Uniti       | 8                   |